# 2011年孟买连环爆炸案
2011年孟买连环爆炸案（又称"13/7"，即七一三事变）是印度标准时间7月13日晚18:54到19:06之间连续发生的三次爆炸事件。第一次发生在孟买南部扎维里市场，第二次发生在南部的歌剧院附近，第三次发生在中部的达达尔西区的一个公交车站。官方确认的伤亡数字为18人死，131人伤，其中23人伤势严重。目前尚不清楚此次袭击是何人所为，也还没有任何组织宣布对此次袭击负责。

## 事件经过

### 第一次爆炸
晚6点56分，位于孟买南部扎维里(Zaveri)市场。两枚被安放在饭馆前的摩托车和三轮车下面的炸弹突然爆炸，造成多人伤亡。

### 第二次爆炸
晚6点57分，位于孟买南部歌剧院。炸弹被安放在歌剧院外的一座建筑物附近，由于歌剧院临近火车站，当时街道上人流量非常大。

### 第三次爆炸

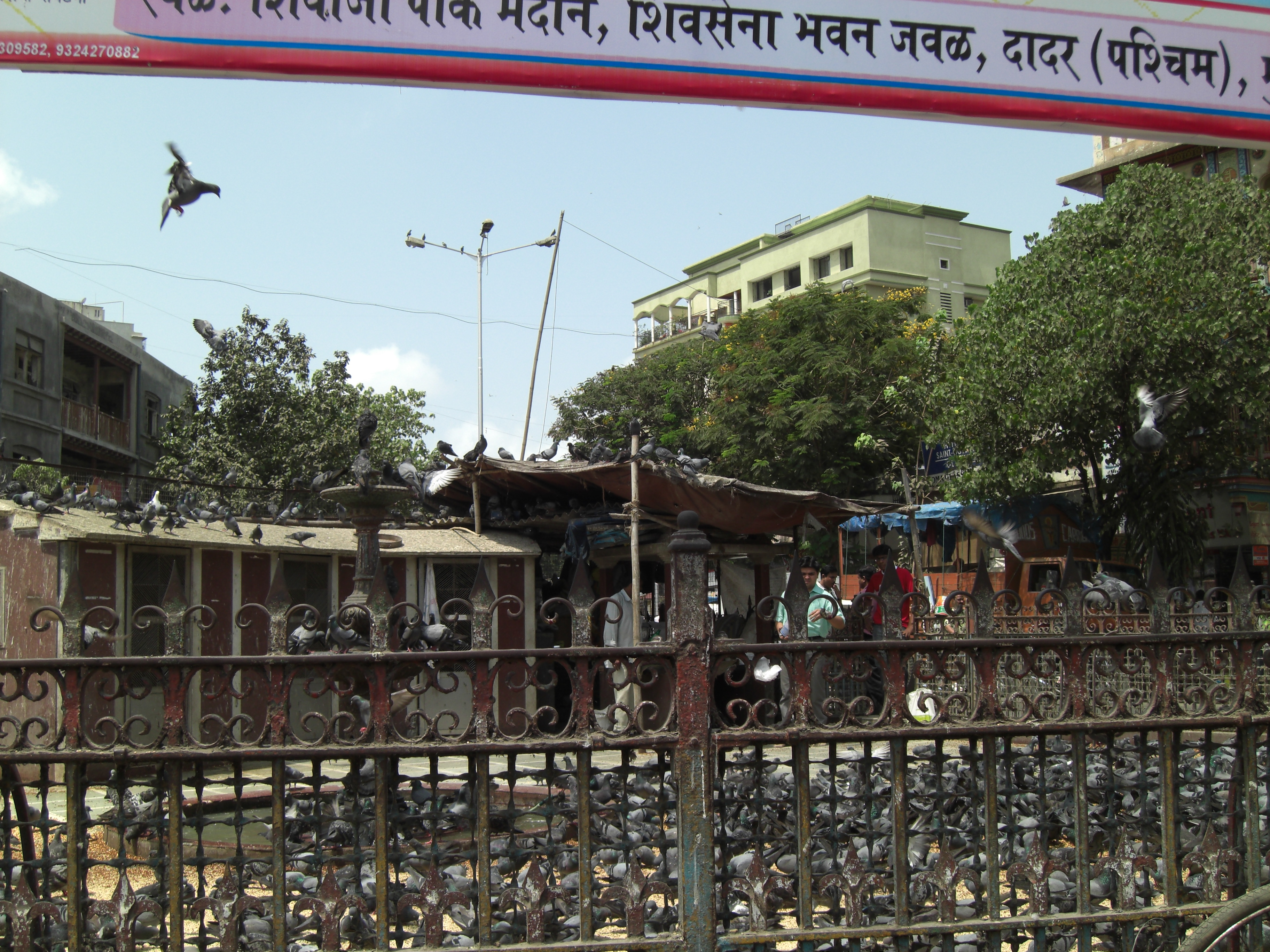
2007年4月的达达尔西区

晚7点06分，位于孟买中部达达尔(Dadar)西区的一个公交车站。一枚被安放在路边电线杆上电表下方的炸弹被引爆，伤亡惨重。

## 事件调查
印度内政部长奇丹巴拉姆承认事先未收到有关袭击的情报，并表示此次爆炸案的动机之一，可能是为了破坏印度和巴基斯坦将于7月举行的和平谈判。
有分析家怀疑事件的幕后黑手是印度圣战者（Indian Mujahideen），因为他们和经常在印属克什米尔和其他地区闹事的巴基斯坦激进组织有联系。

## 国内反应
印度总理辛格在爆炸当晚发生3小时后发表声明，强烈谴责爆炸案；他在声明中表示已经请孟买所属的马哈拉施特拉邦首席部长全力救治伤员并安置伤员家属；他要求印度内政部长调派全国的专家前往马哈拉施特拉邦进行爆炸之后的调查；他还要求孟买士兵保持冷静和团结。
印度内政部长奇丹巴拉姆13日晚表示这三起爆炸案已被证实是恐怖袭击。他表示为了防止恐怖袭击的范围进一步扩大，孟买的警戒水平已被提升至最高；内政部下设的特别反恐力量和相关负责人员已经第一时间奔赴现场。
印度首都新德里和其他大城市已经进入高警戒状态。

## 国际反应

### 国际组织
- 联合国秘书长潘基文谴责暴力袭击事件[5]。联合国安理会13日发表声明，严厉谴责印度孟买发生的袭击行为，强调目前恐怖主义已成为国际和平的最大威胁。
- 欧盟外长办公室谴责恐怖袭击，并对伤亡者及其亲人表示同情，同时表示这些犯罪者的邪恶行为是对正义的挑衅[6]。
- 北约秘书长拉斯穆森谴责暴力袭击无辜平民的行为，并对受害者表示深深的同情[7]。

### 各国政府
- 巴基斯坦：巴基斯坦总统扎尔达里和总理吉拉尼通过该国外交部声明说，“我们代表巴基斯坦政府和人民对发生在孟买的恐怖袭击表示强烈谴责，对伤亡者表示慰问。”另外，扎尔达里和吉拉尼还通过不同渠道向印度领导人表示了同情与慰问。
- 美国：美国总统奥巴马谴责袭击事件，并慰问了袭击事故中的伤亡者；他同时表示在反恐问题上，美国一向坚定地和印度人民站在一起；如果需要，美方愿意协助印方将犯罪分子绳之以法。国务卿希拉里也发表电视讲话表示谴责，她还表示她于下周访问新德里的计划不会因为这起袭击而改变，在届时举行的第二轮印美战略对话上，两国将重点讨论在反恐领域的合作问题[8]。
- 中國：中国外交部发言人洪磊14日就印度孟买连环爆炸答问时说，中国政府强烈谴责这一袭击事件，并向印政府和人民、遇难者家属和受伤人员表示诚挚慰问，对不幸遇难者表示哀悼。中方坚决反对任何形式的恐怖主义[9]。
- 英国: 英国外长对受害者表示同情，说袭击是很可悲的恐怖主义行为，英国政府与印度政府紧密地站在一起[10]。
- 俄羅斯：俄罗斯外长强烈谴责系列袭击事件，并对印度人民和印度政府表示慰问[11]。
- : 韩国外交部发表声明谴责系列恐怖爆炸事件，并对相关受害者表示深深的同情[12]。
- 德国：德国总理谴责爆炸案并对伤亡者表示同情，她也说德国与印度团结一致以共同打击恐怖主义[13]。
- 法國：法国总统办公室发表声明谴责恐怖袭击，并支持印度打击恐怖活动[14]。